# I’m Gonna Sit Right Down and Cry (Over You)
«I’m Gonna Sit Right Down and Cry (Over You)» (рус. Я сяду и заплачу [о тебе]) — песня, написанная в 1953 году Джо Томасом и Говардом Биггсом. Песня была впервые опубликована в исполнении Роя Гамильтона; его версия вышла на стороне «Б» сингла «You’ll Never Walk Alone» 4 января 1954 года (лейбл Epic Records).
Песня прославилась благодаря исполнению Элвиса Пресли. Его версия была выпущена в виде сингла, а также была включена в его первый студийный альбом (1956 год).
Песня некоторое время находилась в концертном репертуаре группы «Битлз». В частности, она исполнялась в клубе «Star» в декабре 1962 года во время пятого и последнего пребывания группы в Гамбурге. Запись данного выступления вошла в американское издание альбома Live! at the Star-Club in Hamburg, Germany; 1962. Позже группа записала свою версию песни для восьмого выпуска передачи «Pop Go The Beatles» на BBC (запись состоялась 16 июля 1963 года, передача вышла в эфир 6 августа). Данная версия характеризуется богатыми пассажами ударных в исполнении Ринго Старра; основной вокал исполнялся совместно Ленноном и Маккартни. В 1994 году данная запись вошла в компиляционный альбом Live at the BBC.
Кроме того, песня перепевалась ещё множеством исполнителей. Из наиболее известных можно упомянуть следующих:
- Британская группа The Merseybeats[англ.] (1964 год)[1]
- Линк Рэй (его версия вошла в альбом Missing Links, Vol. 1: Hillbilly Wolf, 1996 год)[6]
- Toots and the Maytals (их версия вошла в альбом Never Grow Old, 1997 год)[7]
- The Swinging Blue Jeans (их версия вошла в альбом 25 Greatest Hits, 1998 год)[8]
- Дел Шеннон (его версия была выпущена в составе подборки Home and Away: The Complete Recordings 1960—1970, 2004год)[9]
- Крис Айзек (альбом Beyond the Sun, 2011 год)[10]